# Lamontia zona
Lamontia zona — вид вапнякових губок родини Baeriidae. Ця губка зустрічається у субтропічних водах на заході Тихого океану біля берегів Нової Зеландії на глибині до 220 м. Виростає до 10 см заввишки.